# Broby, Börje socken
Broby är en by i norra delen av Börje socken i Uppsala kommun.
Broby ligger intill länsväg 272 cirka 5 km nordväst om Uppsala. Byn genomkorsas av länsväg 626. Mellan byn och länsväg 272 flyter Jumkilsån.

## Historia
Broby omtalas första gången 1291 ('in villa Broby'), då Uppsala domkyrka ägde jord i byn. I byn fanns 1497-1536 två mantal som tillhörde Uppsala domkyrka. Jorden gjordes därefter till Gustav Vasas privata, och donerades 1624 till Uppsala universitet. Byn bestod dessutom 1540 och framåt av 3 mantal skatte.
Broby är känt från historien genom att strax söder om byn ligger en boplats från bronsålderns senare del. Boplatsen ligger på moränmark vid en dåtida havsvik. Den är en av de största boplatserna i Mälardalen från denna tid. 
Boplatsområdet har ett antal grupper av stenkonstruktioner, vilka liknar husgrunder. Här finns även skärvstenshögar och rösen. Åren 1948 - 58 samt 1968 - 70 gjordes utgrävningar. Då återfanns spår efter bronsgjutning.